# Chaerophyllum macrospermum
Chaerophyllum macrospermum là một loài thực vật có hoa trong họ Hoa tán. Loài này được (Willd. ex Spreng.) Fisch. & C.A.Mey. ex Hohen. mô tả khoa học đầu tiên năm 1838.